# Giles Fletcher
Giles Fletcher (c. 1588—1623) var en engelsk digter, bror til Phineas Fletcher, fætter til John Fletcher.
Fletcher studerede ved Trinity College i Cambridge og blev præst i Alderton i Suffolk, hvor han døde. 1610 udkom hans digt Christ's Victory and Triumph in Heaven and Earth over and after Death, et stort religiøst digt, i hvilket Fletcher søger at efterligne Spenser; men i sammenligning med forbilledet er digtet mat og svagt.